# Brevipalpus karackiensis
Brevipalpus karackiensis är en spindeldjursart som beskrevs av Chaudhri, Akbar och Rasool 1974. Brevipalpus karackiensis ingår i släktet Brevipalpus och familjen Tenuipalpidae. Inga underarter finns listade.